# Lapford
Lapford – wieś w Anglii, w hrabstwie Devon, w dystrykcie Mid Devon. Leży 25 km na północny zachód od miasta Exeter i 266 km na zachód od Londynu. W 2001 miejscowość liczyła 993 mieszkańców.